# Musschia aurea
Musschia aurea é uma espécie de planta com flor pertencente à família Campanulaceae. 
A autoridade científica da espécie é (L.f.) Dumort., tendo sido publicada em Commentat. Bot. (Dumort.) 28. 1822.

## Portugal
Trata-se de uma espécie presente no território português, nomeadamente no Arquipélago da Madeira.
Em termos de naturalidade é endémica da região atrás referida.

## Protecção
Encontra-se protegida por legislação portuguesa ou da Comunidade Europeia, nomeadamente pelo Anexo II e IV da Directiva Habitats e pelo Anexo I da Convenção sobre a Vida Selvagem e os Habitats Naturais na Europa.